# Championnats de Belgique de cyclo-cross
Les championnats de Belgique de cyclo-cross sont organisés depuis 1910. Ils ont lieu annuellement depuis 1921, à l'exception de l'édition 1940, annulée à cause de la Seconde Guerre mondiale. Ils sont organisés par la Royale ligue vélocipédique belge.
Sanne Cant détient le record de victoires avec quinze titres consécutifs de 2010 à 2024.

## Palmarès masculin

### Élites

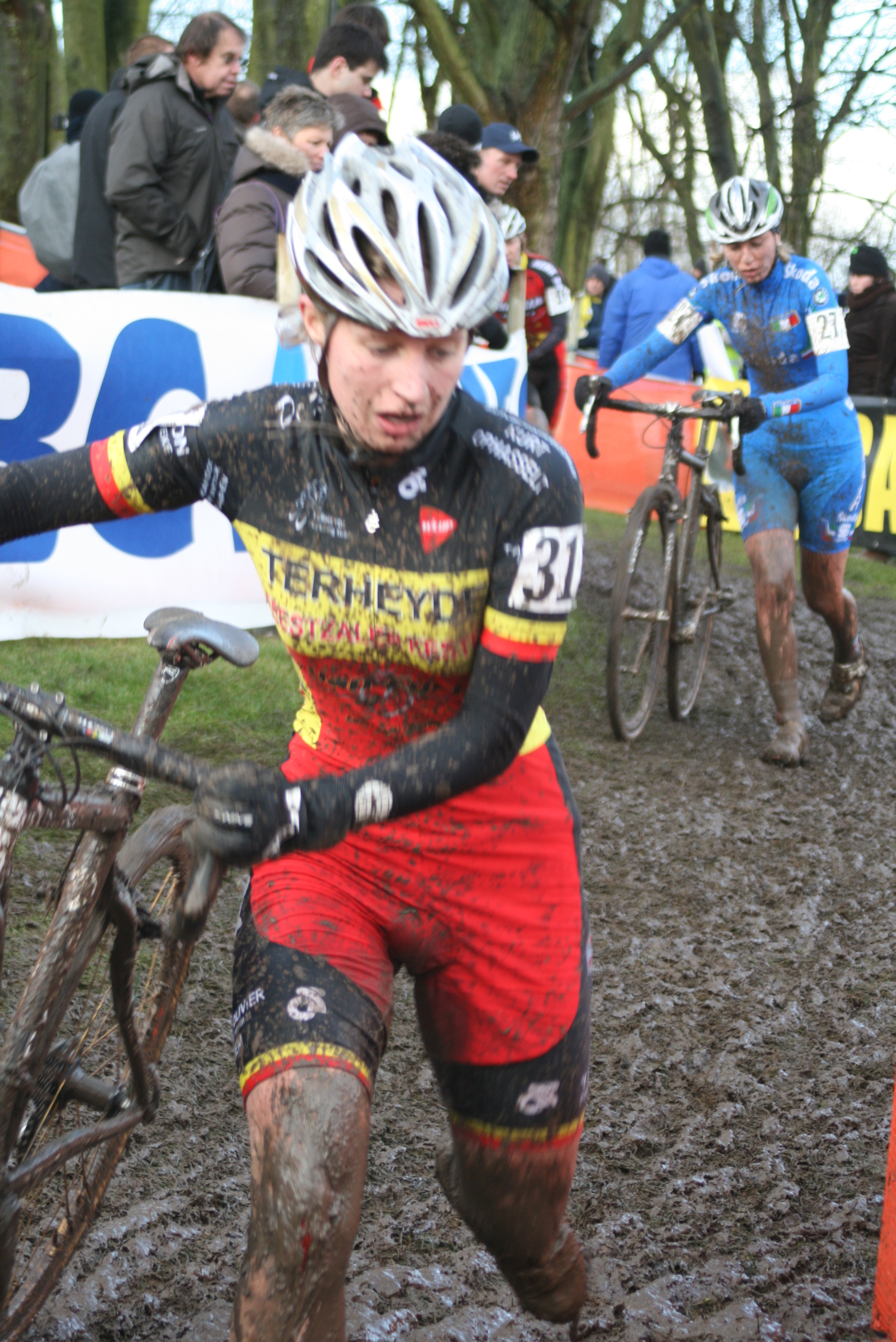
Joyce Vanderbeken, championne de Belgique en 2009

| Année    | Vainqueur              | Deuxième                 | Troisième                |
| -------- | ---------------------- | ------------------------ | ------------------------ |
| 1910     | Philippe Thys          |                          |                          |
| 1912     | Jean Van Ingelghem     | Jean Delafaille          | Pierre Everaerts         |
| 1913     | Henri Moerenhout       | Modeste Lambert          | Jean Delafaille          |
| 1914     | Jean Van Ingelghem     | Guillaume Perwez         | Victor Doms              |
| 1921     | René Vermandel         | Gaston Carels            | Théodore Van Eetvelde    |
| 1922     | Maurice De Waele       | Pieter Speeckaert        | Gérard Debaets           |
| 1923     | Théophile Van Eetvelde | Henri Moerenhout         | Maurice De Waele         |
| 1924     | Joseph Van Dam         | Maurice De Waele         | Charles Mondelaers       |
| 1925     | Pé Verhaegen           | Joseph Van Dam           | Georges Lemaire          |
| 1926     | Henri Moerenhout       | Dieudonné Smets          | Charles Meunier          |
| 1927     | Jean Meeuwis           | Georges Ronsse           | Emile Deguitte           |
| 1928     | Jules Goedhuys         | Auguste Verdyck          | Norbert Van den Eynde    |
| 1929     | Georges Ronsse         | Jules Goedhuys           | Louis Delannoy           |
| 1930     | Georges Ronsse         | Maurice Seynaeve         | Jean Meeuwis             |
| 1931     | Jules Goedhuys         | Alfons Schepers          | Godfried De Vocht        |
| 1932     | Joseph Demuysere       | Léopold Roosemont        | Louis Hardiquest         |
| 1933     | Maurice Seynaeve       | Léopold Roosemont        | Jules Goedhuys           |
| 1934     | Maurice Seynaeve       | Jules Geens              | Kamiel Vermassen         |
| 1935     | Maurice Seynaeve       | Jules Kneepkens          | Jules Geens              |
| 1936     | Maurice Seynaeve       | Jules Kneepkens          | Jules Geens              |
| 1937     | Maurice Seynaeve       | Alexis Michiels          | Omer Thys                |
| 1938     | Omer Thys              | Pierre Vermeiren         | Kamiel Vermassen         |
| 1939     | Omer Thys              | Kamiel Vermassen         | Lode Michiels            |
| 1941     | Richard Blendeman      | Julien Douws             | Eugeen Jacobs            |
| 1942     | Eugeen Jacobs          | Lode Poels               | Joseph Somers            |
| 1943     | Eugeen Jacobs          | Richard Blendeman        | Joseph Somers            |
| 1944     | Frans Van Hellemont    | Lode Poels               | Georges Claes            |
| 1945     | Georges Vandermeirsch  | Lode Michiels            | Eugeen Jacobs            |
| 1946     | Georges Vandermeirsch  | Lode Michiels            | Oscar Goethals           |
| 1947     | Georges Vandermeirsch  | Lode Michiels            | Odiel Vanden Meerschaut  |
| 1948     | Frans De Coster        | Odiel Vanden Meerschaut  | Frans Loyaert            |
| 1949     | Georges Vandermeirsch  | Frans De Coster          | Eugeen Jacobs            |
| 1950     | Firmin Van Kerrebroeck | Georges Vandermeirsch    | Michel Decroix           |
| 1951     | Georges Vandermeirsch  | Firmin Van Kerrebroeck   | Michel Decroix           |
| 1952     | Firmin Van Kerrebroeck | Frans Feremans           | Irené De Keyser          |
| 1953     | Georges Furnière       | Roger De Clercq          | Firmin Van Kerrebroeck   |
| 1954     | Frans Feremans         | Roger De Clercq          | Charles Van Houtte       |
| 1955     | Firmin Van Kerrebroeck | Roger De Clercq          | Charles Van Houtte       |
| 1956     | Firmin Van Kerrebroeck | Roger De Clercq          | Calixte Van Steenbrugge  |
| 1957     | René De Rey            | Georges Furnière         | Roger De Clercq          |
| 1958     | Firmin Van Kerrebroeck | Roger De Clercq          | Hendrik Willems          |
| 1959     | René De Rey            | Firmin Van Kerrebroeck   | Hendrik Willems          |
| 1960     | Roger De Clercq        | Firmin Van Kerrebroeck   | Pierre Kumps             |
| 1961     | Firmin Van Kerrebroeck | Herman Van Caester       | Pierre Kumps             |
| 1962     | Roger De Clercq        | Albert Van Damme         | Pierre Kumps             |
| 1963     | Albert Van Damme       | Jozef Matheussen         | Pierre Kumps             |
| 1964     | Roger De Clercq        | René De Rey              | Albert Van Damme         |
| 1965 (a) | Albert Van Damme       | Pierre Kumps             | Léon Scheirs             |
| 1965 (b) | Albert Van Damme       | René De Rey              | Robert Vermeire          |
| 1966     | Eric De Vlaeminck      | Freddy Nijs              | René De Clercq           |
| 1967     | Albert Van Damme       | Roger De Vlaeminck       | Herman Van Caester       |
| 1968     | Eric De Vlaeminck      | Julien Vanden Haesevelde | Freddy Nijs              |
| 1969     | Albert Van Damme       | Roger De Vlaeminck       | Daniel Van Damme         |
| 1971     | Eric De Vlaeminck      | Albert Van Damme         | René De Clercq           |
| 1972     | Eric De Vlaeminck      | Albert Van Damme         | Michel Baele             |
| 1973     | Albert Van Damme       | Michel Baele             | Julien Vanden Haesevelde |
| 1974     | Roger De Vlaeminck     | Albert Van Damme         | Michel Baele             |
| 1975     | Roger De Vlaeminck     | Eric De Vlaeminck        | Marc De Block            |
| 1976     | Marc De Block          | Albert Van Damme         | Eric De Vlaeminck        |
| 1977     | Marc De Block          | Albert Van Damme         | Eric De Vlaeminck        |
| 1978     | Roger De Vlaeminck     | Eric Desruelle           | Jan Teugels              |
| 1979     | Jan Teugels            | Roger De Vlaeminck       | Robert Vermeire          |
| 1980     | Roland Liboton         | Robert Vermeire          | Johan Ghyllebert         |
| 1981     | Roland Liboton         | Robert Vermeire          | Johan Ghyllebert         |
| 1982     | Roland Liboton         | Robert Vermeire          | Johan Ghyllebert         |
| 1983     | Roland Liboton         | Robert Vermeire          | Johan Ghyllebert         |
| 1984     | Roland Liboton         | Robert Vermeire          | Johan Ghyllebert         |
| 1985     | Roland Liboton         | Rudy De Bie              | Robert Vermeire          |
| 1986     | Roland Liboton         | Ludo De Rey              | Dirk Pauwels             |
| 1987     | Roland Liboton         | Paul De Brauwer          | Yvan Messelis            |
| 1988     | Roland Liboton         | Paul De Brauwer          | Danny De Bie             |
| 1989     | Roland Liboton         | Yvan Messelis            | Danny De Bie             |
| 1990     | Danny De Bie           | Roland Liboton           | Yvan Messelis            |
| 1991     | Danny De Bie           | Paul De Brauwer          | Johan Museeuw            |
| 1992     | Danny De Bie           | Guy Vandijck             | Paul De Brauwer          |
| 1993     | Paul Herijgers         | Danny De Bie             | Paul De Brauwer          |
| 1994     | Peter Van Den Abeele   | Danny De Bie             | Filip Van Luchem         |
| 1995     | Marc Janssens          | Erwin Vervecken          | Peter Van Den Abeele     |
| 1996     | Erwin Vervecken        | Paul Herijgers           | Mario De Clercq          |
| 1997     | Paul Herijgers         | Mario De Clercq          | Arne Daelmans            |
| 1998     | Marc Janssens          | Erwin Vervecken          | Mario De Clercq          |
| 1999     | Marc Janssens          | Mario De Clercq          | Sven Nys                 |
| 2000     | Sven Nys               | Erwin Vervecken          | Mario De Clercq          |
| 2001     | Mario De Clercq        | Erwin Vervecken          | Bart Wellens             |
| 2002     | Mario De Clercq        | Erwin Vervecken          | Sven Vanthourenhout      |
| 2003     | Sven Nys               | Ben Berden               | Bart Wellens             |
| 2004     | Bart Wellens           | Mario De Clercq          | Sven Nys                 |
| 2005     | Sven Nys               | Tom Vannoppen            | Ben Berden               |
| 2006     | Sven Nys               | Erwin Vervecken          | Bart Wellens             |
| 2007     | Bart Wellens           | Klaas Vantornout         | Sven Nys                 |
| 2008     | Sven Nys               | Bart Wellens             | Niels Albert             |
| 2009     | Sven Nys               | Niels Albert             | Kevin Pauwels            |
| 2010     | Sven Nys               | Klaas Vantornout         | Tom Meeusen              |
| 2011     | Niels Albert           | Bart Wellens             | Kevin Pauwels            |
| 2012     | Sven Nys               | Niels Albert             | Rob Peeters              |
| 2013     | Klaas Vantornout       | Sven Nys                 | Kevin Pauwels            |
| 2014     | Sven Nys               | Rob Peeters              | Bart Wellens             |
| 2015     | Klaas Vantornout       | Tom Meeusen              | Wout van Aert            |
| 2016     | Wout van Aert          | Laurens Sweeck           | Sven Nys                 |
| 2017     | Wout van Aert          | Kevin Pauwels            | Laurens Sweeck           |
| 2018     | Wout van Aert          | Laurens Sweeck           | Daan Soete               |
| 2019     | Toon Aerts             | Wout van Aert            | Michael Vanthourenhout   |
| 2020     | Laurens Sweeck         | Eli Iserbyt              | Toon Aerts               |
| 2021     | Wout van Aert          | Toon Aerts               | Michael Vanthourenhout   |
| 2022     | Wout van Aert          | Laurens Sweeck           | Quinten Hermans          |
| 2023     | Michael Vanthourenhout | Laurens Sweeck           | Thibau Nys               |
| 2024     | Eli Iserbyt            | Joran Wyseure            | Michael Vanthourenhout   |
| 2025     | Thibau Nys             | Laurens Sweeck           | Toon Aerts               |

#### Coureurs les plus titrés

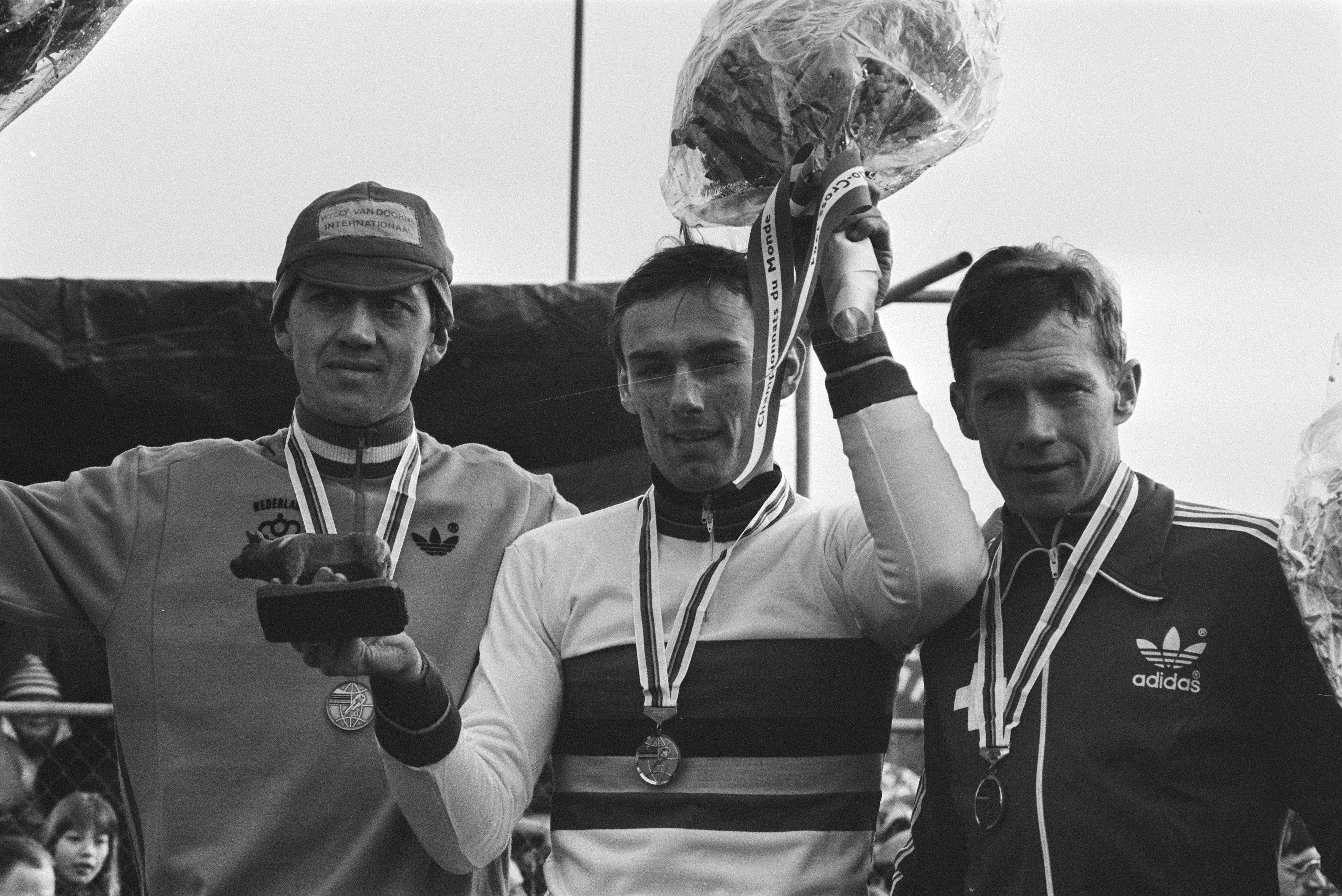
Roland Liboton, champion de Belgique de 1980 à 1989

| # | Coureurs               | Titres | Années    |
| - | ---------------------- | ------ | --------- |
| 1 | Roland Liboton         | 10     | 1980-1989 |
| 2 | Sven Nys               | 9      | 2000-2014 |
| 3 | Firmin Van Kerrebroeck | 6      | 1950-1961 |
| 3 | Albert Van Damme       | 6      | 1963-1973 |
| 5 | Maurice Seynaeve       | 5      | 1933-1937 |
| 5 | Georges Vandermeirsch  | 5      | 1945-1951 |
| 5 | Wout van Aert          | 5      | 2016-2022 |
| 8 | Eric De Vlaeminck      | 4      | 1966-1972 |

### Moins de 23 ans
| Année | Vainqueur             | Deuxième          | Troisième               |
| ----- | --------------------- | ----------------- | ----------------------- |
| 1996  | Ben Berden            | Gianni David      | David Willemsens        |
| 1997  | Bart Wellens          | Ben Berden        | David Willemsens        |
| 1998  | Bart Wellens          | Sven Nys          | Gianni David            |
| 1999  | Bart Wellens          | Tom Vannoppen     | Kipcho Volckaerts       |
| 2000  | Bart Wellens          | Tom Vannoppen     | Sven Vanthourenhout     |
| 2001  | Sven Vanthourenhout   | Davy Commeyne     | Wim Jacobs              |
| 2002  | Wim Jacobs            | Davy Commeyne     | Bart Aernouts           |
| 2003  | Wesley Van Der Linden | Bart Aernouts     | Tim Van Nuffel (nl)     |
| 2004  | Wesley Van Der Linden | Bart Aernouts     | Geert Wellens (nl)      |
| 2005  | Jan Soetens           | Niels Albert      | Kevin Pauwels           |
| 2006  | Niels Albert          | Kevin Pauwels     | Dieter Vanthourenhout   |
| 2007  | Niels Albert          | Rob Peeters       | Dieter Vanthourenhout   |
| 2008  | Tom Meeusen           | Wim Leemans       | Stijn Huys              |
| 2009  | Vincent Baestaens     | Stef Boden (de)   | Kenneth Van Compernolle |
| 2010  | Jim Aernouts          | Jan Denuwelaere   | Wietse Bosmans          |
| 2011  | Joeri Adams           | Wietse Bosmans    | Kevin Eeckhout          |
| 2012  | Wietse Bosmans        | Gianni Vermeersch | Vinnie Braet            |
| 2013  | Laurens Sweeck        | Gianni Vermeersch | Wout van Aert           |
| 2014  | Jens Adams            | Toon Aerts        | Laurens Sweeck          |
| 2015  | Laurens Sweeck        | Toon Aerts        | Quinten Hermans         |
| 2016  | Thijs Aerts           | Daan Soete        | Quinten Hermans         |
| 2017  | Quinten Hermans       | Nicolas Cleppe    | Yannick Peeters         |
| 2018  | Thijs Aerts           | Toon Vandebosch   | Stijn Caluwé            |
| 2019  | Timo Kielich          | Lander Loockx     | Niels Vandeputte        |
| 2020  | Toon Vandebosch       | Niels Vandeputte  | Jelle Camps             |
| 2021  | Pas organisé          | Pas organisé      | Pas organisé            |
| 2022  | Emiel Verstrynge      | Jente Michels     | Joran Wyseure           |
| 2023  | Witse Meeussen        | Lennert Belmans   | Victor Van de Putte     |
| 2024  | Emiel Verstrynge      | Jente Michels     | Ward Huybs              |
| 2025  | Aaron Dockx           | Yordi Corsus      | Sil De Brauwere         |

### Élites sans contrat
| Année | Vainqueur               | Deuxième                | Troisième            |
| ----- | ----------------------- | ----------------------- | -------------------- |
| 2000  | Peter Van Santvliet     | Geert Vandaele          | David Willemsens     |
| 2001  | Arne Daelmans           | Kipcho Volckaerts       | Sten Raeymakers      |
| 2002  | Bjorn Rondelez (nl)     | Bert Vervecken          | Jan Van Donink       |
| 2003  | Wim Jacobs              | Bjorn Rondelez (nl)     | Nico Clarysse        |
| 2004  | David Willemsens        | Rudi Van de Sompel      | Tim Pauwels          |
| 2005  | David Willemsens        | Rudi Van de Sompel      | Bjorn Rondelez (nl)  |
| 2006  | David Willemsens        | Nico Berckmans          | Geert Wellens (nl)   |
| 2007  | Peter Van Santvliet     | David Willemsens        | Arne Daelmans        |
| 2008  | Jan Soetens             | Tim Van Nuffel (nl)     | Ben Berden           |
| 2009  | Ben Berden              | Tim Van Nuffel (nl)     | Tom Van den Bosch    |
| 2010  | Geert Wellens (nl)      | Tom Vannoppen           | Stijn Huys           |
| 2011  | Stijn Huys              | Kevin Cant              | Patrick Gaudy (nl)   |
| 2012  | Kevin Cant              | Dave De Cleyn           | Geert Wellens (nl)   |
| 2013  | Kevin Cant              | Kevin Eeckhout          | Dave De Cleyn        |
| 2014  | Kenneth Van Compernolle | Patrick Gaudy (nl)      | Kevin Eeckhout       |
| 2015  | Jan Denuwelaere         | Vincent Baestaens       | Patrick Gaudy (nl)   |
| 2016  | Joeri Adams             | Jan Denuwelaere         | Kevin Cant           |
| 2017  | Vincent Baestaens       | Braam Merlier           | Angelo De Clercq     |
| 2018  | Vincent Baestaens       | Braam Merlier           | Joeri Adams          |
| 2019  | Vincent Baestaens       | Kenneth Van Compernolle | Ingmar Uytdewilligen |
| 2020  | Kenneth Van Compernolle | Thomas Verheyen         | Berne Vankeirsbilck  |
| 2021  | Pas organisé            | Pas organisé            | Pas organisé         |
| 2022  | Arne Vrachten           | Seppe Rombouts          | Julian Siemons       |
| 2023  | Gerben Kuypers          | Clément Horny           | Julian Siemons       |
| 2025  | Clément Horny           | Mathijs Wuyts           | Sander de Vet        |

### Juniors
| Année | Vainqueur              | Deuxième                | Troisième               |
| ----- | ---------------------- | ----------------------- | ----------------------- |
| 1975  | Paul De Brauwer        | Johan Ghyllebert (nl)   | Frans Van Eycke         |
| 1976  | Roland Liboton         | Ivan Messelis           | Rudy Uyttersprot        |
| 1977  | Ivan Messelis          | André Van den Bosch     | Willy Lamiroy           |
| 1978  | Willy Lamiroy          | Geert Wittevrongel      | Benny Van Brabant       |
| 1979  | Guy Vandijck           | Jos Tielemans           | Ronny Dierickx          |
| 1980  | Eric Vanderaerden      | Dirk Coolens            | Danny Lippens           |
| 1981  | Eric Vanderaerden      | Dirk Pauwels            | Bruno Vehent            |
| 1982  | Dirk Pauwels           | Paul Herijgers          | Danny Vanderaerden      |
| 1983  | Gustaaf Van Bouwel     | Dirk Pauwels            | Danny Vanthourenhout    |
| 1984  | Filip Van Luchem       | Johnny Blomme           | Freddy De Muynck        |
| 1985  | Freddy De Muynck       | Mario De Clercq         | John Keuleers           |
| 1986  | Wim Lambrechts         | Kurt De Roose (nl)      | Geert De Vlaeminck (nl) |
| 1987  | Kurt De Roose          | Marc Janssens           | Paul Engels             |
| 1988  | Daniel Van Steenbergen | Paul Engels             | Peter Van den Driessche |
| 1989  | Pedro Rosselle         | Tom Pynaert             | Dave Clarysse           |
| 1990  | Gerry Werckx           | Tom Pynaert             | Filip Meirhaeghe        |
| 1991  | Erwin Vervecken        | Peter Willemsens        | Dirk Van Bever          |
| 1992  | Werner De Ceuster      | Rolf Verhaegen          | Koen Beeckman (nl)      |
| 1993  | Nico Clarysse          | Rolf Verhaegen          | Koen Bulckens           |
| 1994  | Gianni David           | Sven Nys                | David Willemsens        |
| 1995  | Sven Nys               | Robby Pelgrims          | Jan Goris               |
| 1996  | Bart Wellens           | Kipcho Volckaerts       | Tom Vannoppen           |
| 1997  | Davy Commeyne          | Kim Van Bouwel          | David Roodhooft         |
| 1998  | Sven Vanthourenhout    | Davy Commeyne           | Tim Van Nuffel (nl)     |
| 1999  | Sven Vanthourenhout    | Tim Van Nuffel (nl)     | Tim Pauwels             |
| 2000  | Bart Aernouts          | Wesley Van Der Linden   | Klaas Vantornout        |
| 2001  | Geert Wellens (nl)     | Jef De Boeck            | Kevin Pauwels           |
| 2002  | Kevin Pauwels          | Mike Thielemans         | Jan Soetens             |
| 2003  | Dieter Vanthourenhout  | Tom Van Den Bosch       | Quincy Vens             |
| 2004  | Niels Albert           | Bart Verschueren        | Davy De Scheemaeker     |
| 2005  | Pieter Vanspeybrouck   | Davy De Scheemaeker     | Stijn Joseph            |
| 2006  | Dennis Vanendert       | Kenneth Van Compernolle | Joeri Adams             |
| 2007  | Jim Aernouts           | Stef Boden (de)         | Vincent Baestaens       |
| 2008  | Stef Boden (de)        | Sean De Bie             | Matthias Bossuyt        |
| 2009  | Wietse Bosmans         | Bart De Vocht (nl)      | Matthias Bossuyt        |
| 2010  | Tim Merlier            | Laurens Sweeck          | Bart De Vocht (nl)      |
| 2011  | Laurens Sweeck         | Jens Vandekinderen      | Daniel Peeters          |
| 2012  | Daan Soete             | Wout Van Aert           | Quinten Hermans         |
| 2013  | Yannick Peeters        | Quinten Hermans         | Nicolas Cleppe          |
| 2014  | Eli Iserbyt            | Yannick Peeters         | Thijs Aerts             |
| 2015  | Eli Iserbyt            | Jappe Jaspers           | Lander Loockx           |
| 2016  | Jappe Jaspers          | Seppe Rombouts          | Toon Vandebosch         |
| 2017  | Toon Vandebosch        | Yentl Bekaert           | Timo Kielich            |
| 2018  | Jarno Bellens          | Witse Meeussen          | Niels Vandeputte        |
| 2019  | Ryan Cortjens          | Witse Meeussen          | Thibau Nys              |
| 2020  | Thibau Nys             | Lennert Belmans         | Emiel Verstrynge        |
| 2021  | Pas organisé           | Pas organisé            | Pas organisé            |
| 2022  | Yordi Corsus           | Aaron Dockx             | Ferre Urkens            |
| 2023  | Viktor Vandenberghe    | Wies Nuyens             | Seppe Van den Boer      |
| 2024  | Arthur Van den Boer    | Jasper Schoofs          | Keano Geens             |
| 2025  | Arthur Van den Boer    | Giel Lejeune            | Mats Vanden Eynde       |

## Palmarès féminin

### Élites
| Année | Vainqueur                | Deuxième                 | Troisième                |
| ----- | ------------------------ | ------------------------ | ------------------------ |
| 2001  | Kathleen Vermeiren       | Anja Nobus               | Lory Laroy               |
| 2002  | Anja Nobus               | Kathleen Vermeiren       | Hilde Quintens           |
| 2003  | Hilde Quintens           | Anja Nobus               | Veerle Ingels            |
| 2004  | Anja Nobus               | Loes Sels                | Kathleen Vermeiren       |
| 2005  | Veerle Ingels            | Anja Nobus               | Loes Sels                |
| 2006  | Hilde Quintens           | Kathy Ingels             | Anja Nobus               |
| 2007  | Loes Sels                | Katrien Aerts            | Hilde Quintens           |
| 2008  | Loes Sels                | Veerle Ingels            | Katrien Pauwels          |
| 2009  | Joyce Vanderbeken        | Sanne Cant               | Veerle Ingels            |
| 2010  | Sanne Cant               | Joyce Vanderbeken        | Ellen Van Loy            |
| 2011  | Sanne Cant               | Nancy Bober              | Joyce Vanderbeken        |
| 2012  | Sanne Cant               | Joyce Vanderbeken        | Hilde Quintens           |
| 2013  | Sanne Cant               | Ellen Van Loy            | Joyce Vanderbeken        |
| 2014  | Sanne Cant               | Ellen Van Loy            | Githa Michiels           |
| 2015  | Sanne Cant               | Ellen Van Loy            | Githa Michiels           |
| 2016  | Sanne Cant               | Ellen Van Loy            | Loes Sels                |
| 2017  | Sanne Cant               | Ellen Van Loy            | Jolien Verschueren       |
| 2018  | Sanne Cant               | Ellen Van Loy            | Loes Sels                |
| 2019  | Sanne Cant               | Loes Sels                | Laura Verdonschot        |
| 2020  | Sanne Cant               | Laura Verdonschot        | Ellen Van Loy            |
| 2021  | Sanne Cant               | Lotte Kopecky            | Alicia Franck            |
| 2022  | Sanne Cant               | Marion Norbert-Riberolle | Laura Verdonschot        |
| 2023  | Sanne Cant               | Marion Norbert-Riberolle | Alicia Franck            |
| 2024  | Sanne Cant               | Laura Verdonschot        | Marion Norbert-Riberolle |
| 2025  | Marion Norbert-Riberolle | Laura Verdonschot        | Julie Brouwers           |

### Jeunes
- 2006 : Sanne Cant
- 2007 : Sanne Cant
- 2008 : Sanne Cant
- 2009 : Karen Verhestraeten
- 2010 : Nathalie Nijns
- 2011 : Femke Van Den Driessche
- 2012 : Laura Verdonschot
- 2013 : Laura Verdonschot
- 2014 : Laura Verdonschot
- 2015 : Eva Maria Palm

### Espoirs
| Année | Vainqueur         | Deuxième          | Troisième       |
| ----- | ----------------- | ----------------- | --------------- |
| 2016  | Laura Verdonschot | Shana Maes        | Joyce Heyns     |
| 2017  | Laura Verdonschot | Eva Marie Palm    | Shana Maes      |
| 2018  | Laura Verdonschot | Suzanne Verhoeven | Marthe Truyen   |
| 2019  | Axelle Bellaert   | Marthe Truyen     | Jinse Peeters   |
| 2020  | Marthe Truyen     | Kiona Crabbé      | Jinse Peeters   |
| 2022  | Kiona Crabbé      | Julie Brouwers    | Sterre Vervloet |
| 2023  | Julie Brouwers    | Kiona Crabbé      | Lotte Baele     |
| 2024  | Fleur Moors       | Lore De Schepper  | Julie Brouwers  |
| 2025  | Sterre Vervloet   | Xaydée Van Sinaey | Nette Coppens   |

### Juniors
- 2016 : Joyce Heyns
- 2017 : Marthe Truyen
- 2018 : Tessa Zwaenepoel
- 2019 : Julie De Wilde
- 2020 : Julie De Wilde
- 2022 : Xaydée Van Sinaey
- 2023 : Fleur Moors
- 2024 : Ilken Seynave
- 2025 : Sanne Laurijssen

## Sources
- (en) Résultats 2010

- (nl) Cet article est partiellement ou en totalité issu de l’article de Wikipédia en néerlandais intitulé « Belgische kampioenschappen veldrijden » (voir la liste des auteurs).